# Janški Vrh
Janški Vrh este o localitate din comuna Majšperk, Slovenia, cu o populație de 61 de locuitori.